# Skalunda församling
Skalunda församling var en församling i Skara stift och i Lidköpings kommun. Församlingen uppgick 2002 i Sunnersbergs församling. 

## Administrativ historik
Församlingen har medeltida ursprung. 
Församlingen var till 1 maj 1933 annexförsamling i pastoratet Rackeby och Skalunda för att därefter till 2002 vara annexförsamling i pastoratet Sunnersberg, Gösslunda, Strö, Rackeby och Skalunda och som från 1962 även omfattade Otterstads församling. Församlingen uppgick 2002 i Sunnersbergs församling.

## Kyrkor
- Skalunda kyrka